# El Solar
El Solar är en ort i Mexiko, tillhörande kommunen Zumpango i delstaten Mexiko. El Solar ligger i den centrala delen av landet och tillhör Mexico Citys storstadsområde. Orten hade 156 invånare vid folkräkningen 2010.